# Валькевич Петро Васильович
Валькевич Петро Васильович (*близько 1687— †19 березня 1758) — член Правління гетьманського уряду (1741—1750 рр.), другий генеральний військовий осавул в 1751—1758 роках за правління гетьмана Кирила Розумовського. Вихованець Києво-Могилянської академії.

## Біографія
Навчався у Києво-Могилянській академії на початку XVIII століття.
1709 мав ранґ значкового товариша.
Близько 1714–1715 — військовий канцелярист, 1715–1721 — начальник відділу Генеральної військової канцелярії. З 1723 — старший канцелярист, з 1728 — реєнт, тобто начальник над канцеляристами під керівництвом генерального писаря. Валькевич був замішаний у справі фальсифікованого універсалу про оподаткування козаків і 1728 звільнився з цієї посади. Про це згадує у своїм «Деннику» Я. Маркович.
З 1728 року разом з іншими правниками працював у Кодифікаційній комісії. Через 15 років було створено збірку документів «Права, за якими судиться малоросійський народ».
Між 1732 і 1740 отримав від гетьмана Д. Апостола ранг бунчукового товариша. 1738 знову брав участь у роботі Кодифікаційної комісії, також призначений до Тимчасової комісії з обрахунку волів, конфіскованих у населення під час військового походу 1736.
1741–1758 служив другим генським осавулом Гетьманщини (першим генеральним осавулом був Яків Якубович (1740–1758)).
23 травня 1748 під час великої пожежі в Глухові, врятував із приміщення Генеральної військової канцелярії гетьманські клейноди. Серед них були «сундук малеваный с документами гетмана Данила Апостола, сундучек маленький с именными Указами императрицы Елизаветы Петровны, и еще два сундука, некоторые книги в переплете и особливые тетради». У списку врятованих речей згадується також велика корогва, чотири значки і литаври. Все це було «с пожару выхвачено и в дом Валькевича за рекой, яко в безопасное место под охрану жолдацкого караула занесено».
Десь 1715–1721 Валькевич одружився з Марією, дочкою бунчукового товариша А. Лизогуба. Мав брата Степана Валькевича (з 1721 — значковий військовий товариш зі Стародуба).